# Фернандес, София
Софи́я Ферна́ндес (исп. Sofia Fernandez; род. 24 ноября 1996) — испанская кёрлингистка.
В составе женской команды Испании участница зимней Универсиады 2015.

## Достижения
- Чемпионат Испании по кёрлингу среди женщин: бронза (2015).

## Команды
| Сезон   | Четвёртый       | Третий       | Второй                    | Первый          | Запасной                                      | Турниры            |
| ------- | --------------- | ------------ | ------------------------- | --------------- | --------------------------------------------- | ------------------ |
| 2014—15 | София Фернандес | Ане Куадрадо | Патрисия Руис де ла Торре | Алисия Мунте    |                                               | ЧИЖ 2015           |
| 2015    | Патрисия Арбуэс | Алисия Мунте | Ане Куадрадо              | София Фернандес | Макарена Гарсия дель Валле тренер: Романо Руч | ЗУ 2015 (10 место) |

(скипы выделены полужирным шрифтом)

## Частная жизнь
Окончила Вальядолидский университет.